# Marko Šimić
Marko Simic (Fiume, 1988. január 23. –) horvát labdarúgó, csatár.

## Pályafutása

### Klubcsapatokban
2001-ben a HNK Rijeka, majd 2003-tól az NK Zagreb korosztályos csapatában kezdte a labdarúgást. 2007 és 2009 között az orosz FK Himki játékosa volt, közben 2008-ban kölcsönben a litván Daugava Daugavpils csapatában játszott. 2009 és 2011 zágrábi Lokomotiva labdarúgója volt, de 2011-ben kölcsönben a Radnik Sesvete játékosa volt. 2011–12-ban Magyarországon játszott. Először a Vasas, majd a Ferencváros együttesében szerepelt. 2012-ben a lengyel GKS Bełchatów, 2012–13-ban a szlovén Mura 05, 2013–14-ben az Inter-Zaprešić, 2015-ben az olasz Pordenone labdarúgója volt. 2015–16-ban Vietnámban (Becamex Binh Duong, Dong Thap, Long An), 2016-ban Malajziában (Negeri Sembilan, Melaka United) játszott. 2018 és 2002-ben az indonéz Persija Jakarta labdarúgója volt. 2022–23-ban szerb Radnički csapatában szerepelt, majd visszatért a Persija Jakarta együtteséhez.

### A válogatottban
2009–10-ben hét alkalommal szerepelt a horvát U21-es válogatottban és három gólt szerzett.

## Sikerei, díjai
Daugava Daugavpils
- Litván kupa
  - győztes: 2008

 Becamex Binh Duong
- Vietnámi bajnokság (V.League 1)
  - bajnok: 2015
- Vietnámi kupa
  - győztes: 2015

 Persija Jakarta
- Indonéz bajnokság (Liga 1)
  - bajnok: 2018[1]
- Indonéz kupa
  - győztes: 2018[2]